# 崔维成
崔维成（1963年—），男，江苏海门人，中国船舶工程专家，教授，中华人民共和国教育部首批长江学者特聘教授。

## 生平
1986年清华大学固体力学专业学士。1990年英国布里斯托大学结构可靠性专业博士。
1993年2月在中国船舶科学研究中心工作，后担任研究员和博士生导师；1999年在上海交通大学担任船舶与海洋工程学院副院长。2002年被中国船舶重工集团公司党组任命为中国船舶科学研究中心所长，并担任“蛟龙”号总体与集成项目负责人，第一副总设计师。
2018年9月加入西湖大学，担任工学院讲席教授等职。

## 荣誉
2016年被《自然》杂志评为“中国十大科学之星”。